# Mars 1806

## Événements

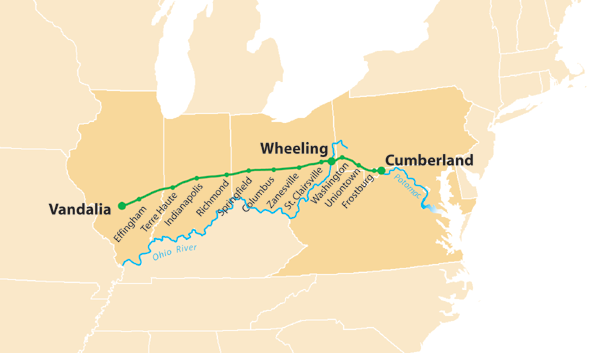
Itinéraire de la route nationale à son plus grand accomplissement en 1839.

- 9 mars : victoire française sur Naples à la bataille de Campo Tenese[1].

- 13 mars : victoire navale anglaise sur la France à la bataille du Cap-Vert[2].

- 15 mars : Murat devient grand-duc de Berg.

- 18 mars : création des conseils de prud'hommes, où les patrons sont majoritaires.

- 29 mars : la construction de la première route fédérale des États-Unis est autorisée.

- 30 mars : Napoléon Ier place Joseph Bonaparte sur le trône du royaume de Naples[3].

## Naissances
- 8 mars :
  - Adelaide Cairoli (morte le 27 mars 1871), patriote italienne
  - António José de Ávila (mort le 3 mai 1881), fonctionnaire et diplomate portugais
  - Antonio María Esquivel (mort le 9 avril 1857), peintre espagnol
  - Thérèse Marie Augusta Élie de Beaumont (morte le 21 décembre 1866), poétesse et salonnière française
- 10 mars : José de los Santos, matador espagnol († 17 décembre 1847).
- 12 mars : Charles Mozin, peintre français († 7 novembre 1862).
- 13 mars : Adolphe Napoléon Didron (mort en 1867), archéologue français.
- 26 mars : Louis-Marie-Joseph-Eusèbe Caverot, cardinal français, archevêque de Lyon († 23 janvier 1887).
- 29 mars : Hippolyte-François Henry, peintre français († 15 décembre 1897).

## Décès
- 2 mars : Germain Lenormand (né en 1742), mathématicien et éducateur français.
- 3 mars : Heinrich Christian Boie, écrivain allemand (° 19 juillet 1744).
- 13 mars : Gabriel-François Doyen, peintre français (° 20 mai 1726).
- 30 mars : Georgiana Cavendish, duchesse de Devonshire (° 7 juin 1757).